# The Tunnel (film, 2011)
Pour les articles homonymes, voir Le Tunnel.
Pour plus de détails, voir Fiche technique et Distribution.
The Tunnel est un film d'horreur australien réalisé par Carlo Ledesma, coécrit et comonté par Julien Harvey et Enzo Tedeschi, sorti en 2011.

## Synopsis
En 2007, le gouvernement de Nouvelle-Galles du Sud décide subitement d'arrêter ses plans d'utilisation de l'eau du réseau ferroviaire souterrain abandonné de Sydney.
En 2008, une journaliste d'investigation, Natasha Warner, souhaite dépasser les rumeurs et découvrir la vérité. Après quelques tentatives infructueuses d'interviews de SDF qui vivaient dans le réseau de tunnels, elle décide avec ses trois coéquipiers d'y entrer pour voir ce qui s'y passe réellement.

## Distribution
- Bel Deliá : Natasha Warner
- Andy Rodoreda : Peter Ferguson
- Steve Davis : Steve Miller
- Luke Arnold : Jim ‘Tangles’ Williams
- Goran D. Kleut : Stalker
- James Caitlin : Trevor Jones
- Russell Jeffrey : Sef